# Dinetus
Dinetus é um género botânico pertencente à família Convolvulaceae.

## Taxonomia
O género foi descrito por Buch.-Ham. ex D.Don e publicado em The British Flower Garden, . . . 2: , pl. 127. 1825[1825]. A espécie-tipo é Dinetus racemosus (Roxb.) Sweet.

## Espécies
- Dinetus decorus
- Dinetus dinetoides
- Dinetus duclouxii'
- Dinetus grandiflorus
- Dinetus paniculata
- Dinetus racemosus
- Dinetus truncatus